# اشرف کولچاک
اشرف کولچاک (انگلیسی: Eşref Kolçak; ۲۸ ژانویهٔ ۱۹۲۷ – ۲۶ مهٔ ۲۰۱۹) بازیگر اهل ترکیه بود.
از فیلم‌ها یا برنامه‌های تلویزیونی که وی در آن نقش داشته‌است می‌توان به برلین در برلین، قول شرف، و همرزمان اشاره کرد.